# Hexatoma robinsoni
Hexatoma robinsoni är en tvåvingeart som först beskrevs av Edwards 1921.  Hexatoma robinsoni ingår i släktet Hexatoma och familjen småharkrankar. Inga underarter finns listade i Catalogue of Life.